# República Autónoma Socialista Soviética Tártara
La República Socialista Soviética Autónoma de Tartaria (o de Tartaristán, en ruso: Татарская Автономная Советская Социалистическая Республика; Tatarskaya Avtonomnaya Sovietskaya Sotsialisticheskaya, en tártaro: Татарстан Автономияле Совет Социалистик Республикасы, romanizado: Tatarstán Avtonomiyale Sovet Sotsialistik Respublikasy) abreviada como RASST, fue una república autónoma de la antigua Unión Soviética dentro de la República Socialista Federativa Soviética de Rusia.

## Historia
El 22 de marzo de 1920, el año que Vladímir Lenin recibió en el Kremlin a Burján Mansúrov, a Sajib-Garey Said-Galíev y a otros para discutir con ellos el tema de la formación de una República Tártara.
Se proclamó un decreto del Comité Ejecutivo Central Panruso y del Consejo de Comisarios del Pueblo de la RSFS de Rusia desde el 27 de mayo de 1920, y por el que estaría formada dentro de esta desde el 25 de junio de ese mismo año como República Socialista Soviética Tártara Autónoma (Avtonomiəle Tatarstan Sovet Sotsialstik Respublikasь, A.T.S.S.R., Tatarstán).
En el XI Congreso Extraordinario de los Soviets de la autonomía tártara de 25 de junio de 1937, ese año se aprobó la constitución de la República, según la cual se cambió el orden de las palabras en su nombre, transformándose en la República Socialista Soviética Autónoma Tártara (R.S.S.A.T).
En 1922, (durante la formación de la URSS) entre 1936 y 1977 (con la aprobación de la Constitución de la URSS), y en 1952 - 1953 (En la conformación en Tartaristán de Kazán, Chístopol, y el área de Bugulmá) fue considerada, pero no de adoptó una propuesta para la transformación de Tartaristán en una república federada.
Durante el "Desfile de Soberanías" en la Unión Soviética el 30 de agosto de 1990, fue el año que el Consejo Superior de Tartaristán adoptó una declaración sobre el estado de la soberanía de Tartaristán, transformándola a la República Socialista Soviética Autónoma Tártara en la República de Tataristán. El 24 de mayo de 1991, el Congreso de los Diputados del Pueblo adoptó el nombre actual, por el que se modifica el art. 71 de la Constitución de la RSFSR de 1978.
El 16 de mayo de 1992, se consolidó formalmente la República de Tartaristán.

### Las autoridades y los funcionarios más altos
De acuerdo con el párrafo no. 2 del decreto del Comité Ejecutivo Central "En la República Socialista Soviética Autónoma Tártara" del 27 de mayo de 1920, el aparato estatal de la RSSAT formado por los consejos locales de diputados, Artes Comité Central y el Consejo de Comisarios del Pueblo de la  RSSAT. Antes de su creación, el Comité Ejecutivo Central se formó un Comité revolucionario provisional RSSAT.
El 25 de junio de 1920, fue el año que el Comité Ejecutivo Provincial de Kazán dio plenos poderes al Comité revolucionario provisional. El 11 de julio de ese año hicieron un llamamiento a todos los trabajadores al borde de la región autonómica, y 11 de septiembre de detallaron sus fronteras. La tarea principal del Comité Militar Revolucionario fue la preparación del Congreso Constituyente de la Tatrespubliki soviética. En los I-VI Congreso Constituyente de los Soviets de Obreros y Campesinos de Diputados del ejército rojo RSSAT, celebrada 26 y 27 de septiembre de 1920, fue elegido para el Presidium del Comité Ejecutivo Central de la Tatar (TatTsIKa) y formó el primer gobierno - SNK Tatrespubliki.

### Comité Regional tártaro del Partido Comunista
El Comité Regional Tártaro del PC / Partido Comunista - el órgano central del Partido Comunista de las estructuras de control en la autonomía. El primer Secretario del Comité Regional de Tatar en ejercer la dirección política de la república.

### Órganos de representación
El órgano supremo de gobierno de la autonomía inicialmente fue el Congreso republicano de los Soviets de obreros, campesinos y Diputados del Ejército Rojo. Para la orientación general de la república en el período entre congresos, se eligió al Comité Ejecutivo Central  - TatTsIK.
Después de 1936, los Soviets de obreros, campesinos y Diputados del Ejército Rojo fueron elegidos los líderes soviéticos. En Ciudades, Distritos, y los soviéticos en pueblos fueron elegidos por una duración de 2 años.
Además, la República Autónoma Soviética Socialista Tártara estuvo representada por 11 diputados en el Soviet de las Nacionalidades del Soviet Supremo de la URSS.
Con la adopción de la Constitución de Tataristán en 1937, la TatTsIK fue abolida, y una nueva autoridad suprema de la República surgió, el Consejo Supremo unicameral de la República Socialista Soviética Autónoma de Tartaria, elegido para un periodo de 4 años a una tasa de 1 miembro por cada 20 mil habitantes, y su Mesa. En 1995, el Soviet Supremo se transformó en el Consejo de Estado de la República de Tartaristán.

#### TatTsIK
Presidentes del Presidium TatTsIKa::
- 1920-1921 - Mansúrov, Burján Husnutdínovich
- 1921-1924 - Sabírov, Rauf Ajmétovich
- 1924-1927 - Shaimardánov, Shaigardán Shaimardánovich
- 1928-1929 - Ajmetshin, Minnigarey Ajmétovich
- 1929-1932 - Mrathuzin Harris Ibrahímovich
- 1932-1934 - Yagudin, Migdat Gubaidúlovich
- 1933-1937 - Baichurin, Gumer Gistínovich
- 1937-1938 - Dinmujamet, Galey Afzaletdínovich  - último Presidente del Presidium del TatTsIKa

#### TASSR aC
Presidentes del Presidium del Consejo Supremo de Tartaristán:
- 1938-1951 - Dinmukhamet, Galey Afzaletdinovich
- 1951-1959 - Nizams, Salyakhov Nizamovich
- 1959-1960 - Fase, Kamil Fatykhovich
- 1960-1983 - Batu Salih Gilimhanovich
- 1983-1985 - Bagautdinov, Anwar Badretdinovich
- 1986-1990 - Mustaev Shamil Asgatovich
- 1990-1991 - Mintimer Shaimíev

## Gobierno
El gobierno de la República se llamó TatTsIKom (más tarde - el Consejo Supremo de Tataristán), se formó como el órgano administrativo y ejecutivo más alto de la Autoridad.
El primer gobierno de la república fue el Consejo de Comisarios del Pueblo RSSAT. En 1946 se cambió el nombre del Consejo de Ministros de Tataristán, que en 1991 se transformó en el Consejo de Ministros de la República de Tataristán .

### Tatsovnarkom
Presidentes de Comisarios del Pueblo RSSAT:
- 1920-1921 - Said-Galiev, Sahib
- 1921-1924 - Mukhtarov, Kashaf Gilfanovich
- 1924-1927 - Gabidullin, Haji oglu Zagidullov
- 1927 - Shaimardanov, Shaygardan Shaymardanovich
- 1928-1930 - Ismail, Karimulla Husnullovich
- 1930-1937 - Abramov, Jiyyam Alimbekovich
- 1937 - Davletyarov, Ahmetsafa Mustafovich
- 1937-1940 - Tyncherov Amin Halilovic
- 1940-1943 - Gafiatullin, Sulejman Halilovic
- 1943-1946 - Sharafeev Said Mingazovich

### Consejo de Ministros de Tataristán
Presidentes del Consejo de Ministros de Tataristán:
- 1946-1950 - Sharafeev Said Mingazovich
- 1950-1957 - Azizov, Mirgarifan Zamleevich
- 1957-1959 - Sharafeev Said Mingazovich
- 1959-1966 - Abdrazyakov, Abdulkhak Asvyanovich
- 1966-1982 - Usmanov, Gumer Ismagilovich
- 1983-1985 - Sadykov, Ildus Harisovich
- 1985-1989 - Mintimer Shaimíev
- 1990 - Sabirov, Muhammat Gallyamovich

### Tribunales y fiscales
El Tribunal Supremo de la RSSAT de dos divisiones judiciales (casos penales y civiles) y la Presidencia del Tribunal Supremo será elegido por un período de 5 años por el Consejo Supremo de la República.
Fiscales de la RSSAT son nombrados directamente por el fiscal general de la URSS durante 5 años.
En 1937-1938, en la RSSAT funcionó como un órgano extrajudicial - una "troika especial" del NKVD.

## Divisiones administrativas
Originalmente la RSSAT estaba dividida en cantones en 1921 se creó Agryz, Elabuzhsky y Chelninsky.
C 1924 comenzó el proceso de abolición de los cantones y la educación en su lugar creó nuevos distritos administrativos. Se terminó el 23 de julio de 1930, el año cuando la división territorial de distritos y cantones se reemplazó por la de distritos.
A finales de 1940 el número de zonas había aumentado gradualmente. Así, en 1948 el territorio de la República Socialista Soviética Autónoma Tártara ya estaba dividido en 70 distritos y 3 ciudades de subordinación republicana (Kazán, Zelenodolsk y Chistopol).
A principios de 1950 se inició la ejecución del proyecto de la división regional de la RSSA tártara y bashkir. Así, el 8 de mayo de 1952, el año se formaron en el territorio de la región tártara RSSAT 2: Kazán y Chistopol. El 21 de febrero de 1953, el año se ha creado región Bugulmá. Sin embargo, después de la muerte de Stalin el proyecto se redujo al mínimo, y ya el 30 de abril de 1953, todas las 3 de regiones de Tartaristán ya se han abolido.
Después de eso, hasta 1963, se redujo el número de distritos hasta la restauración de los distritos suprimidos aún no comenzó en finales de 1963.

## El desarrollo económico

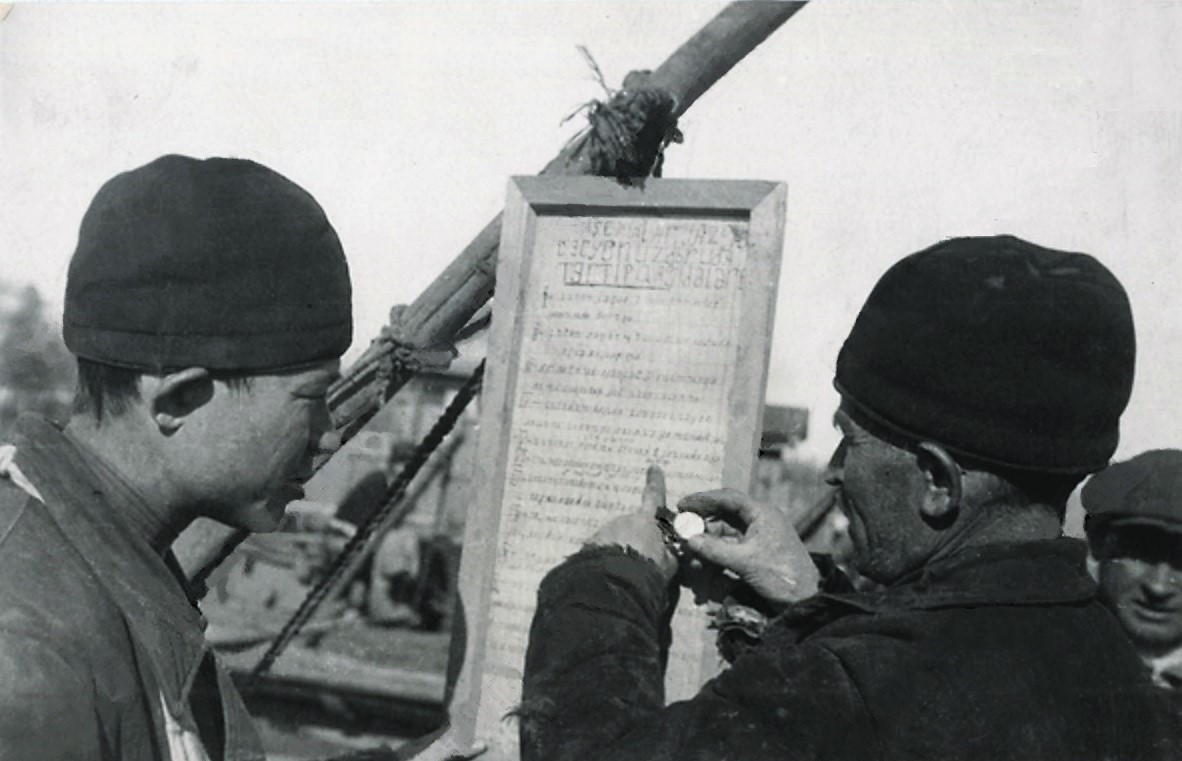
Tartaristán. El capataz de la 6.ª brigada Gatdrashit Shaikhiy indica al granjero colectivo Galimov el tiempo de su trabajo según el cronograma

### La economía antes de la guerra
En 1921 la República, así como la adyacente Volga había sufrido barridos de sequía que provocaron una hambruna generalizada. Para tratar con él en los años 1921 a 1922 Tatrespublika recibido más de 8 millones de libras de semillas, y 6 millones de toneladas de diversos tipos de alimentos de otras regiones del país.
Después de la Guerra Civil comenzó la restauración de la autonomía nacional en la economía.
En los años 1920 y 1930 en la Unión Soviética existe una gran industrialización. De una economía predominantemente agraria procede a Tatrespublika agroindustrial. a raíz de ello fue renovado por empresas de edad, se establecieron nuevas fábricas. La industria de la RSSAT fue desarrollada, a un ritmo superior a la tasa de crecimiento promedio de la industria de la RSFSR y de la URSS. Con los años, fue en los primeros planes quinquenales en la autonomía que se construyeron las mayores empresas de la construcción de maquinaria, química y la industria ligera. Creció el número de trabajadores, creó el personal nacional. Si en 1921 los tártaros trabajadores, técnicos e ingenieros en las grandes empresas fue sólo 3100 personas (un 15,5%), luego en 1932 se convirtieron en 16.400 (o 33,6%).
Sin embargo, sólo el centro industrial de la república (con la excepción de la planta de "trabajador del metal rojo" y planta química Bondyuzhskoe) fue la capital, Kazán. En 1932 se inició la construcción de una importante planta de aviación "Kazmash" .
Al mismo tiempo, se lleva a cabo la colectivización de la autonomía en la agricultura. En 1930 la primera en la autonomía se estableció MTS Nat-Octubre -. Durante los primeros cinco años la mecanización fue tan rápida que por sus logros en el desarrollo de la agricultura Tartaristán en enero de 1934, año fue galardonada con la Orden de Lenin.

### El período de la Gran Guerra Patria
Durante la Segunda Guerra Mundial en la RSSAT fueron evacuadas plantas, así como ingenieros de Moscú y partes del este del país.
Hubo un aumento significativo de la producción de la empresa, creada y modernizado antes de la guerra: Kazán óptica y mecánica de la planta, de la película número 8 de la fábrica, polvo de fábrica número 40 Lenin .
En el otoño de 1941 en Kazán en la "Planta № 124 lleva el nombre de Sergo Ordzhonikidze" fue trasladado a " la Planta de Aviación de Moscú № 22 de ellos. Gorbunov".
1 de julio de 1942, el año a plena capacidad creada sobre la base de la Segunda Relojes de Moscú fábrica de relojes de Chistopol.
Ya en 1942 fue puesto en la carretera el cinturón Volzhskaya - ferrocarril a lo largo del Volga, desde Sviyazhsk a Stalingrado.

### Los años de la posguerra
En los años de la posguerra, el rápido ritmo de Tartaristán en el desarrollo de la industria petrolera y de gas. Comenzó a explorar el súper gigante yacimiento de petróleo Romashkinskoye .
En 1950 Tartaristán produjo 867.000 toneladas de petróleo, 12 veces más que en 1947. Desde 1956, Tartaristán ha mantenido durante mucho tiempo el 1er lugar en la producción de petróleo en la URSS. En 1966 produjo 86 218 toneladas -. 32,5% de todo el petróleo producido en la URSS. En 1970 ya se produjo en Tartaristán: En aceite - 101,9 millones de toneladas, en gas - 3882 millones de metros cúbicos.
Para el transporte de petróleo desde la provincia Volga-Ural de petróleo y gas en los países de Europa del Este de la CAEM en 1960 y 1970 años que fueron construidos oleoductos "Druzhba" y "Amistad-II" .
Para el procesamiento de petróleo en Tartaristán sí crearon nuevos industriales Fue construido en la capital de plantas "síntesis orgánica" .
Para desarrollar rápidamente a otros sectores de la economía. En Kazán fue construida una planta compresora. ampliada fábrica-herramienta de salud, reconstruida de una fábrica químico-farmacéutica y la fábrica de productos químicos del hogar. En 1950 los aviones con número de fábrica 387 se pusieron en marcha de producción de helicópteros, Zelenodolsk " Planta nombre de Sergo " - dominó una producción de los hogares refrigeradores ( "Paz", "Sviyaga").
La agricultura también recibió el desarrollo. Mejoró significativamente la base material y técnica de las granjas estatales y colectivas (en 1972 en Tartaristán había 583 granjas colectivas y del estado 168). La cosecha bruta de granos en 1960 ascendió a 2317.2 mil toneladas, c. 1971  - 3340 toneladas.
Con el inicio del funcionamiento de una de las mayores turbinas de condensación del mundo. La de la planta condensación Zainsk, la construcción de una serie de otras grandes plantas de energía: Kazán CHP-3, Niznekamsk CHP-1, Niznekamsk HPP, lograron satisfacer plenamente las necesidades de electricidad de la República, lo que la convirtieron en un exportador a otras regiones del país.
En 1970 se inició la construcción de las plantas de automoción complejos en Kama en Ras Al Khaimah y fábrica de neumáticos Niznekamsk. La construcción de Los ferrocarriles se llevó a cabo en las líneas Gorky y Kuibyshev.
Para los grandes logros en el desarrollo económico y cultural y en el marco del 50 aniversario de la República Socialista Soviética Autónoma de Tatar, el 24 de junio de 1970, el año se le concedió la Orden de la Revolución de Octubre y 29 de diciembre de 1972, el año  - la Orden de la Amistad de los Pueblos.
En la década de 1980, se amplió la capacidad industrial de Mendeleevsk (con la construcción de la planta química Novomendeleevskogo). El proyecto se inició pero no se completó NPP en los claros Kama y Fábrica de Tractores Kamsky en Yelabuga.

## Insignias
- Orden Lenin: 625 galardonados el 15 de marzo de 1934, por sus logros sobresalientes en la realización de las operaciones agrícolas importantes (siembra, cosecha, llenado de las semillas), el fortalecimiento de las granjas colectivas y estatales, y las obligaciones con el Estado.

- Orden de la Revolución de Octubre: Un número desconocido Se le otorgó el 24 de junio de 1970, el año, debido a los grandes avances en el desarrollo económico y cultural y en el marco del 50 aniversario de la RSSAT.

- Orden de la Amistad de los Pueblos: Un número desconocido Se otorgó el 29 de diciembre de 1972.

## Nombres
La escuela de Mando Superior de tanques en Kazán lleva el nombre de la Bandera Roja del Presídium del Sóviet Supremo de la RSSAT.